# Municipio Chipaya
Das Municipio Chipaya (auch: Autoridades de la Autonomía Indígena Originaria Campesina (AIOC) Uru Chipaya) ist ein Verwaltungsbezirk im Departamento Oruro im Hochland des südamerikanischen Anden-Staates Bolivien.

## Lage im Nahraum
Das Municipio Chipaya ist eines von drei Municipios in der Provinz Sabaya. Es grenzt im Norden an die Provinz Litoral, im Westen an das Municipio Sabaya, im Süden an das Municipio Coipasa und im Osten an die Provinz Ladislao Cabrera.
Das Municipio Chipaya liegt im Mündungsbereich des Río Lauca, der hier in den nordöstlichen Teil des Salzsee Salar de Coipasa mündet. Der zentrale Ort des Municipios ist die Ortschaft Chipaya mit 827 Einwohnern (Volkszählung 2012) im westlichen Teil des Municipios.

## Geographie
Das Klima in der Region ist semiarid, der Jahresniederschlag liegt bei nur 200 mm (siehe Klimadiagramm Sabaya). Von April bis November herrscht Trockenzeit mit Monatswerten von weniger als 10 mm Niederschlag, die Feuchtezeit im Sommer ist kurz und der Regen wenig ergiebig. Die Jahresdurchschnittstemperatur liegt bei knapp 7 °C ohne wesentliche Schwankungen im Jahresverlauf, aber mit starken Tagesschwankungen der Temperatur und häufigem Frostwechsel.
Die Vegetation in der Region entspricht der semiariden Puna. Sie ist baumlos und setzt sich vor allem aus Dornsträuchern, Gräsern, Sukkulenten und Polsterpflanzen zusammen. Sie wird wirtschaftlich als Lama-, Alpaka- und Schafweide genutzt.

## Bevölkerung
Die Einwohnerzahl ist zwischen 1992 und 2024 auf mehr als das Doppelte angestiegen:
| Jahr | Einwohner | Quelle       |
| ---- | --------- | ------------ |
| 1992 | 1087      | Volkszählung |
| 2001 | 1814      | Volkszählung |
| 2012 | 2003      | Volkszählung |
| 2024 | 2366      | Volkszählung |

Die Bevölkerungsdichte des Municipios bei der letzten Volkszählung im Jahr 2024 betrug 3,1 Einwohner/km², der Anteil der städtischen Bevölkerung war 0 Prozent, die Lebenserwartung der Neugeborenen lag im Jahr 2001 bei 58,8 Jahren.
Der Alphabetisierungsgrad bei den über 19-Jährigen beträgt 90 Prozent, und zwar 98 Prozent bei Männern und 81 Prozent bei Frauen (2001).
Vorherrschende Umgangssprache ist Chipaya, daneben beherrschen die meisten Bewohner Spanisch, viele als Zweit- bzw. Drittsprache auch Aymara.

## Politik
Ergebnis der Regionalwahlen (concejales del municipio) vom 4. April 2010:
| Wahlberechtigte |  | Stimmen | gültig |  | MAS-IPSP |
| --------------- |  | ------- | ------ |  | -------- |
| 745             |  | 510     | 232    |  | 232      |
|                 |  | 100 %   | 45,5 % |  | 100,0 %  |

Ergebnis der Regionalwahlen (elecciones de autoridades políticas) vom 7. März 2021:
| Wahl- berechtigte |  | Wahl- beteiligung | gültige Stimmen |  | MAS-IPSP | PP     | MTS    | PAN-BOL | UN SOL PARA ORURO | C-A    |
| ----------------- |  | ----------------- | --------------- |  | -------- | ------ | ------ | ------- | ----------------- | ------ |
| 873               |  | 538               | 477             |  | 320      | 40     | 36     | 25      | 20                | 12     |
|                   |  | 61,63 %           | 88,66 %         |  | 67,09 %  | 8,39 % | 7,55 % | 5,24 %  | 4,19 %            | 2,52 % |

## Gliederung
Das Municipio untergliedert sich in die folgenden beiden Kantone (cantones):
- 04-0903-01 Kanton Chipaya – 7 Ortschaften – 1.475 Einwohner (2012)
- 04-0903-02 Kanton Ayparavi – 2 Ortschaften – 528 Einwohner

## Ortschaften im Municipio Chipaya
- Kanton Chipaya
  - Chipaya 827 Einw. – Manazaya 403 Einw.

- Kanton Ayparavi
  - Ayparavi 411 Einw.